# Byskriver
Byskriver eller Stadsskriver  er en historisk stillingsbetegnelse.
Byskriveren var en embedsmand, der var ansat som sekretær i retsforvaltningen. En bys  øvrighed kunne bestå  af en borgmester, der samtidig også var byfoged og Byskriver.